# Ваља (Фиренца)
Ваља (итал. Vaglia) је насеље у Италији у округу Фиренца, региону Тоскана.
Према процени из 2011. у насељу је живело 885 становника. Насеље се налази на надморској висини од 281 м.

## Становништво
| 1936. | 1951. | 1961. | 1971. | 1981. | 1991. | 2001. | 2011. |
| ----- | ----- | ----- | ----- | ----- | ----- | ----- | ----- |
| 3.918 | 3.766 | 3.444 | 2.947 | 3.441 | 4.393 | 4.865 | 5.065 |